# Element elektroniczny bierny
Element elektroniczny bierny (pasywny) – element elektroniczny niewytwarzający energii elektrycznej. Element bierny nie jest źródłem, zatem występują na nim tylko straty energii. Taki element może jednak magazynować energię elektryczną: cewka w polu magnetycznym, zaś kondensator w polu elektrycznym. Energia pobierana przez element bierny jest zawsze nieujemna:
{\displaystyle \int _{-\infty }^{t}u(\tau )\,i(\tau )\,d\tau \geqslant 0\quad \bigwedge _{t}}
Elementy bierne to: rezystor, memrystor, kondensator i cewka.